# When You Look at Me
«When You Look at Me» es el segundo sencillo del álbum homónimo de Christina Milian. El sencillo no fue un gran éxito en los Estados Unidos pero en Europa fue un rotundo éxito llegando a la posición #3 de los sencillos más vendidos en Reino Unido.

## Video musical
En el video musical del sencillo se ve a Milian bailando en cuatro escenarios diferentes con diferentes vestuarios en cada escenario. El primer traje es una blusa sin mangas con una mini falda rosada y el escenario donde se encuentra es de paredes y piso rosado y blanco. Su cabello esta liso y amarrado a una cola. Luego se ve con un traje color azul jean en un escenario donde la pared es de color azul y con bailarines de fondo. El traje está compuesto por una blusa de jean y un blue jean. En esta escena su cabello está rizado y utiliza unos lentes de sol. El próximo escenario es una habitación anaranjada con franjas blancas, ella está vestida con una blusa anaranjada y pantalones anaranjados. En el fondo se ven muchos bailarines vestidos de blanco. La cuarta escena es en una pequeña habitación roja, ella está sentada en un sofá con un traje rojo con negro, con su cabello liso. El video termina repitiendo el coro mientras se ve un cambio entre las 4 habitaciones.

## Formatos
Formatos de los principales lanzamientos materiales de "When You Look at Me" de Christina Milian:
CD-Maxi sencillo Island Def Jam 582 926-2 (UMG)

Lanzado en Europa el 2001.
| CD-MAXI |                       |                             |       |
| 1       | "When You Look at Me" | Original Version Radio Edit | 03:45 |
| 2       | "When You Look at Me" | Bloodshy Remix Radio Edit   | 02:58 |
| 3       | "AM to PM"            | Groove Chronicles Main Mix  | 05:36 |

## Listas musicales

### Nacionales
| País         | Lista musical       | Primera semana | Posición de ingreso | Posición peak | Semanas en el peak | Semanas en la lista | Última semana |
| ------------ | ------------------- | -------------- | ------------------- | ------------- | ------------------ | ------------------- | ------------- |
| EUROPA       |                     |                |                     |               |                    |                     |               |
| Alemania     | Top 100 Singles     | 04-05-2002     | —                   | 14            | 1                  | 8                   | 06-07-2002    |
| Austria      | Top 75 Singles      | 21-07-2002     | 74                  | 13            | 1                  | 18                  | 17-11-2002    |
| Bélgica      | Top 50 Singles (Nl) | 01-06-2002     | 23                  | 7             | 1                  | 13                  | 24-08-2002    |
| Bélgica      | Top 50 Singles (Fr) | 20-07-2002     | 40                  | 25            | 1                  | 10                  | 21-09-2002    |
| Dinamarca    | Top 40 Singles      | 17-05-2002     | 19                  | 16            | 2                  | 9                   | 30-08-2002    |
| Francia      | Top 100 Singles     | 07-09-2002     | 78                  | 11            | 3                  | 23                  | 08-02-2003    |
| Países Bajos | Top 100 Singles     | 04-05-2002     | 28                  | 3             | 1                  | 17                  | 24-08-2002    |
| Reino Unido  | Top 75 Singles      | 08-06-2002     | —                   | 2             | 2                  | 13                  | 07-09-2002    |
| Suecia       | Top 60 Singles      | 17-05-2002     | 23                  | 16            | 3                  | 18                  | 12-09-2002    |
| Suiza        | Top 100 Singles     | 02-06-2002     | 99                  | 31            | 1                  | 24                  | 15-12-2002    |
| OCEANIA      |                     |                |                     |               |                    |                     |               |
| Australia    | Top 50 Singles      | 26-05-2002     | 18                  | 7             | 1                  | 22                  | 20-10-2002    |